# Sucesos de Gilena
Los Sucesos de Gilena fueron una serie de manifestaciones ocurridas el 9 de octubre de 1931, durante la Segunda República Española. Se iniciaron con una huelga de un grupo de trabajadores y que terminaron en peleas severas entre los habitantes de Gilena, que dejaron un saldo de seis fallecidos y sesenta y nueve detenidos. Como en la mayor parte del ámbito rural andaluz y en el resto de España, la miseria convivía con la inmensa mayoría de las familias y el analfabetismo entre los jornaleros se acercaba a la totalidad. El campo andaluz fue un fuerte y constante foco de movilización y de extrema agitación social. Los más desfavorecidos esperaban con desesperación las mejoras que prometió la República. Esta desesperación fue la que lanzó a la calle de forma violenta a numerosos pueblos y ciudades, entre ellos Gilena, tras solo seis meses desde la proclamación del nuevo régimen. Aunque no se trata de un hecho aislado, se destaca de otras manifestaciones sociales producidas durante la Segunda República por su estallido tan prematuro, por su violencia (con la muerte de seis personas) y su repercusión (el caso fue informado a la prensa por el ministro de Gobernación Miguel Maura y fue llevado a las Cortes Generales por el diputado socialista Eladio Fernández Egocheaga).

## Conflicto y movilización social
La Segunda República es el período de mayor movilización política en España de todo el siglo XX. La amplia libertad del nuevo sistema republicano permite el desarrollo de inquietudes políticas por parte de la clase trabajadora, lo que hará que el fuerte conflicto social, ya existente, aumente y desemboque en numerosas ocasiones en sucesos con enfrentamientos violentos. 
En España, el número de afiliados al PCE rondaba los 800, el PSOE se acercaba a los 25.000 y, en cuanto a los sindicatos, la UGT contaba con 300.000 en 1930, pero ocho meses después de la proclamación republicana, la federación adscrita de la FNTT (Federación Nacional de Trabajadores de la Tierra) para su implantación en el medio rural contaba con alrededor de 400.000, de los que 150.000 pertenecían a comités andaluces, y 15.000 a la provincia de Sevilla. Por otro lado, la CNT contaba con 800.000. De estos, 47.790 en 13 secciones sevillanas. Es decir, que la movilización, en Andalucía y en Sevilla, principalmente derivó en las posiciones y reivindicaciones más radicales.
En cuanto al número de huelgas, hay datos registrados para la provincia hispalense de 238 huelgas desde abril de 1931 hasta el estallido de la Guerra Civil; 48 de ellas en los ocho meses de 1931 y diez de ellas en el mes de octubre. No es casualidad que sea el mes cuando suceden los Sucesos de Gilena, puesto que dicho mes es época de recogida de aceitunas de verdeo y de molino y concentra el 90% de las huelgas durante toda la época republicana.
La situación en el medio rural, no sólo de Andalucía, sino del conjunto de la nación española, entre caciques y jornaleros era más tensa que nunca, además de que la mayoría de los obreros optó por las posiciones más radicales y por la vía de la Revolución; las protestas en numerosos casos derivaron, en ataques a la propiedad, con la destrucción de maquinaria agrícola, ocupaciones de fincas, incendios de cosechas, y robos. Estos conflictos violentos, que la historiografía ha denominado como “sucesos” fueron una constante durante la nueva República, como en los casos de los sucesos de Arnedo (La Rioja), de Castilblanco (Badajoz), de Aznalcóllar (Sevilla) o los famosos sucesos de Casas Viejas (Cádiz). 
Pero estos no van a tener exclusivo carácter laboral. Las acciones de estos grupos fuertemente ideologizados recaerán también sobre el poder y patrimonio católico. De hecho, el primer conflicto importante que la II República tuvo que hacer frente fue de carácter religioso; en mayo de 1931 una docenas de iglesias fueron atacadas, como respuesta a una carta pastoral en la que calificaba la República como una grave amenaza para el país. El conflicto se inició en Madrid el 10 de mayo, cuando se inauguraba el Círculo Monárquico y sonó la Marcha Real y desde fuera se intentó un asalto, evitado por la Guardia Civil; al día siguiente 6 conventos fueron incendiados, declarándose el estado de guerra en Madrid. El conflicto se extendió a otros puntos del país, especialmente en Valencia y de nuevo Andalucía, en particular en Málaga y la provincia de Cádiz.

## Los sucesos de Gilena

### Panorama socioeconómico
En este contexto histórico de crisis social económica y política se encuentra el pueblo de Gilena, a siete kilómetros de Estepa, con una población de 3.840 habitantes de hecho en 1930 y un crecimiento bastante importante en la década de 1920 dentro del período de transición demográfica de la época; con una elevada natalidad frente a un fuerte descenso de la mortalidad, motivado principalmente por las mejoras de las condiciones higiénico-sanitarias. Dos últimos brotes endémicos de viruela sacudieron fuertemente en 1922 y 1927, pero desde ese momento la crisis poblacional no va a tener carácter virulento, sino por la Guerra Civil y la emigración, sobre todo por el éxodo rural. La mayoría de los habitantes eran jornaleros, especialmente de la recolección de aceitunas en la que participaban casi todos los miembros de la familia. Las posibilidades laborales eran muy escasas y sólo se planteaban dos alternativas: la emigración o una reforma agraria que permitiese una redistribución de la propiedad. En cuanto a la propiedad, según la distribución de la riqueza rústica catastral en Gilena (datos de Pascual Carrión basados en el Catastro del 31-12-1931), había 335 titulares. Con 4.954 ha, cuatro fincas reunían el 48,2% del total, siendo la mayor parte propiedad del duque del Infantado, dueño del famoso cortijo “El Marqués”.
Las malas cosechas de los años 1930-1931 agudizan la situación de miseria. El Ayuntamiento solicita al gobernador civil, el 15 de noviembre de 1930, unas obras para el arreglo de los caminos vecinales y carreteras. Además, el 20 de diciembre se decidió repartir los obreros que careciesen de toda clase de bienes entre los escasos labradores del término; sin embargo, esto no se aplicaba estrictamente. En Gilena, existían alrededor de 800 obreros sin recursos.

### La transición política
Las elecciones del 12 de abril de 1931 no se celebran en algunas localidades por la aplicación del artículo 29 de la Ley de 1927, mediante el cual podían ser elegidos automáticamente todos los aspirantes a concejales si el número de estos igualaba al de vacantes a cubrir; así, en la comarca estepeña, no se celebraron elecciones en Gilena, Pedrera ni Badolatosa, donde estos aspirantes eran mayoritariamente monárquicos.
En Gilena, la formación municipal estaba compuesta por 11 concejales y quedó presidida por el que ya era alcalde, Alfonso Díaz Martin. Sin embargo, los grupos republicanos, especialmente los socialistas, muestran su rechazo al figurado proceso electoral y su afinidad con el nuevo régimen político. Los socialistas, aún no legalizados, muestran con claridad su perfecta organización, con su presidente Pablo Pozo, y llegan incluso a designar a su propio alcalde alternativo, Juan Antonio Páez, celebrando actos públicos desde el ayuntamiento, con destrozo de los retratos del Rey y la colocación de la bandera tricolor.
Así, el mismo gobernador civil de la provincia decide de forma provisional designar como representantes políticos del municipio a un grupo integrado por las diferentes formaciones políticas, pretendiendo corregir unas elecciones que no se podían considerar plenamente democráticas. Sin embargo, el 17 del mismo mes se vuelven a considerar como legítimos los resultados de las elecciones municipales, siendo de nuevo elegido alcalde a Alfonso Díaz Martín. Así, como en muchos pueblos se produce una extraña situación; la coexistencia de un estado republicano sobre una corporación de claro perfil monárquico. Con la intención de asentar las bases del nuevo régimen republicano, se decreta la convocatoria de nuevas elecciones municipales por parte del Ministerio de la Gobernación para aquellas localidades en las que el proceso se llevó con irregularidad o bien no se realizaran elecciones, como fue el caso de Gilena, mediante el artículo 29 de la Lay de 1927.
Así, se celebrarían elecciones el 31 de mayo de 1931. Las candidaturas fueron el Partido Socialista Obrero Español y el Partido Republicano Radical. El Partido Republicano Radical aglutinaba a los propietarios agrícolas y a algunos obreros, su centro estaba situado en el Casino y siguió vigente tras la Guerra Civil; los socialistas eran mayoritariamente obreros, contando con más de 800 afiliados y su centro se llamaba La Amistad. La fuerte tensión entre los ambos bandos se fue agravando día a día, hasta el punto en que se vio necesario el enviar más fuerzas de la Guardia Civil.
La participación fue de un 87,38%, siendo elegidos 11 concejales, 7 PSOE y 4 PRR. El mismo 30 de mayo se celebra la votación en la que Manuel Luna Conejo obtiene 5 votos, Pablo Pozo Jiménez obtiene 2 y 4 votos en blanco (correspondientes al Partido Republicano Radical) con lo que sin una mayoría absoluta se volvería a celebrar el 17 de junio donde los miembros de IR si se posicionarían, así Manuel Luna Conejo con 8 votos a favor frente a uno sólo para Pablo Pozo Jiménez. El nuevo ayuntamiento quedó constituido de la siguiente manera:
- Alcalde - Manuel Luna Conejo (PSOE)
- 1.º Teniente alcalde – Pablo Pozo Jiménez (PSOE)
- 2.º Teniente alcalde – Antonio Reina Jurado (PSOE)
- Concejal – Ramón Reina Carvajal (PSOE)
- Concejal – Pedro Montero Jurado (PSOE)
- Concejal – Manuel Rodríguez Páez (PSOE)
- Concejal – José Ruiz Díaz (PSOE)
- Concejal – José Ruiz Díaz (PRR)
- Concejal – Jerónimo Muñoz Moreno (PRR)
- Concejal – José Moreno Martínez (PRR)
- Concejal – Felipe Amador Jurado (PRR)

Pero este bipartidismo no era una realidad a nivel nacional; en las elecciones generales de 1931 se manifiesta la tendencia al multipartidismo propio de la II República. Los resultados muestran una escasa diferencia de votos entre PSOE y el Partido Radical Republicano que alcanzan conjuntamente del 70% de los votos; el resto se lo reparten la Derecha Liberal Republicana, Partido Republicano Radical Socialista, Partido Comunista de España, Candidatura Republicana Revolucionaria y el Partido Republicano Democrático Federal.
El principal problema para las nuevas autoridades municipales fue la angustiosa situación de crisis de trabajo, que afectaba la mayoría de la población. Ninguna de las medida adoptadas por el Gobierno civil sirvió para paliar tan grave problema; 2.000 pesetas que se envían en junio de 1931 como auxilio para el paro forzoso y destinado para el arreglo de calles, ni la creación de un fondo sobre la propiedad rústica de una peseta por fanegas de tierra en el término de Gilena, propuesta de la patronal del 4 de julio; ni las medidas municipales de solicitar al Delgado de Hacienda el cobro directo de un 10% del recargo sobre las contribuciones con la finalidad de obtener recursos para paliar la crisis.
Una grave irregularidad provocó el enfrentamiento entre el grupo socialista y la minoría republicana: la confección de unos vales de dinero, con el sello oficial del Ayuntamiento, para pagar jornales a cuenta de la Bolsa de Trabajo que se había creado en el mismo. Había dado la autorización el segundo teniente alcalde, Antonio Reina Jurado. Tras la denuncia por parte de la prensa, en el periódico La Unión, el revuelo en la opinión pública provocó la inspección administrativa por parte del gobernador civil y la sustitución de la corporación municipal por una comisión gestora, compuesta por dos socialistas y uno de Partido Republicano Radical; sólo celebrará en el ayuntamiento la convocatoria extraordinaria de su formación, puesto que pocos días después ocurrirían los dramáticos “Sucesos”.

### Crónica de los sucesos
El 17 de septiembre de 1931 se produjo una pequeña refriega entre dos vecinos, Rafael Holgado Mola, allegado a los propietarios y “el Zacarías” del grupo socialista; “la lucha se hizo general, haciéndose incluso de armas de fuego, además de palos y sillas y cuantos objetos se encontraron a mano”. Finalmente resultaron dos heridos y quedó en manos del juez de Estepa. La desesperación de los obreros del centro socialista, les lleva a convocar una huelga general el 5 de octubre, con lo que se crea un comité de huelga dirigido por Manuel Reina Guerra “el Yesca”. Las continuas reuniones de los representantes gubernativos con los trabajadores no sirvieron para disuadir a los jornaleros. Ante este fracaso el gobernador civil convocó una reunión para el 9 de octubre, al delegado gubernativo en Gilena y a los miembros de la comisión gestora del Ayuntamiento (Eusebio Baena como presidente, y a José Montaño como vocal).
El 9 de octubre, a las 7 de la mañana pequeños grupos de piquetes huelguistas del centro socialista se dirigieron a los tajos para controlar si se estaba trabajando, con el fin de presionar aún más a las gestiones que se estaban realizando en Sevilla. Los jornaleros que estaban faenando en el cortijo “El Marqués” (a tres kilómetros del núcleo urbano) fueron presionados para que dejasen de trabajar y apoyasen la huelga; pero los trabajadores se negaron, pero el caso no pasó de los insultos ni amenazas, pero el pequeño piquete marchó en busca de apoyo para hacer más presión. Tras el regreso del piquete al centro socialista, en el que se congregaban numerosos trabajadores, se decidió volver al cortijo. En la vuelta se agregaron más obreros, sobre todo mujeres, hasta llegar a la cifra de entre ochenta o cien personas. A las 9 de la mañana, el cabo José Regidor Sanguino de la Guardia Civil de Aguadulce (término en el que también se extiende el cortijo “El Marqués”) junto con dos guardias más salen al paso de los huelguistas apuntándoles con los fusiles, obligándonos a alzar los brazos, siendo registrados y cacheados, incautándoseles solo piedras y palos. Acusados de coacción son conducidos, sin dejar de ser apuntados, en fila de a dos al cuartel de Gilena; al cual se le solicitó dos parejas de guardias civiles más que reforzarían la detención en su vuelta a Gilena. La última pareja de la benemérita se encontró con sus compañeros en la entrada del pueblo, cuando los detenidos, ya desesperados y crispados rompen la formación, pero son obligados a rehacerse sin que sucediera nada más grave. Cerca de las 11:30, al llegar a la calle La Cruz, ante familiares y vecinos saltó la histeria de entre las mujeres, comenzando insultos contra la Guardia Civil, lo que lleva a algunos de los guardias a apuntar con su fusil a algunas mujeres, con lo que cundió más el pánico y éstas salieron corriendo al centro socialista dando alerta y animando a que hicieran algo. El Liberal, en su edición del 10 de octubre subtituló la noticia como “Una excitación femenina, causa determinante de los hechos”, y La Unión lo subtituló como “La excitación de las mujeres”.
Daniel Santos Bermúdez, cabo del cuartel de Gilena, se unió como refuerzo, con lo que el total de las fuerzas armadas eran ya ocho guardias; la casa cuartel quedó cerrada con los familiares dentro. La cabecera de la cadena de detenidos, controlada por el cabo de Gilena ya entró en la calle Nueva, donde se encontraba el cuartel, mientras que el final de la formación, vigilada por el cabo de Aguadulce, se encontraba frente al centro socialista. En ese momento se oyó el ruido de un cristal rompiéndose cerca del centro obrero y segundo después, un guardia disparó al aire. La confusión llevó al caos, los detenidos y el resto de obreros que aguardaban en su local asaltaron a las fuerzas del orden, y estos solo podían defenderse a culatazos ante la posibilidad de poner los fusiles en posición de disparo. Un grupo de mujeres arrinconó al cabo de Aguadulce contra la pared frente al centro, arrebatándole el fusil y el machete, el guardia Ángel Contreras Gago, se agarró al fusil perdido y fue arrastrado hasta la puerta de "La Amistad", donde cedió finalmente. Los restantes miembros de la Guardia Civil comenzaron a disparar. Los obreros, tras la refriega, se refugian en el centro obrero y desde una ventana hicieron fuego al cabo Regidor con su propio fusil. Investigaciones posteriores esclarecieron que la víctima fue herido mortalmente antes, con una aguja de coser esparto de más de veinte centímetros. José Regidor Sanguino tenía 38 años, casado y con tres hijos.
El caos fue ya total, los disparos se incrementaron y la descarga ya no se hacía sólo al aire, en ese momento también se hizo sobre la gente, lo que causó la muerte inmediata de tres obreros, otros dos morirían posteriormente. Rafael Jurado Pérez, Antonio Reina Rodríguez y José Morillas Maireles caen en las puertas de La Amistad; Francisco Reina Reina muere camino a Sevilla; y Francisco Javier Pozoblanco muere en Sevilla en la madrugada del 10 de octubre. En respuesta, desde el centro socialista se producen una serie de disparos, procedentes de pistolas, provocando la caída al suelo del guardia Julián Barbero Monilla.
Algunos heridos fueron recogidos y trasladados al ayuntamiento y al cuartel de la Guardia Civil, donde el médico de Gilena, el médico forense de Estepa y el médico de Pedrera atendían a los heridos. Finalmente el número de heridos fue dudoso durante algunos días, puesto que muchos ante el temor de ser detenidos fueron curados en su domicilio. La cifra puede oscilar entre los 40 y 50 heridos.
Hacia el mediodía, se pidió auxilio a las fuerzas de los pueblos más próximos, llegando numeroso refuerzos de la benemérita. Un grupo de la Guardia Civil ocupó el centro socialista que permanecía cerrado y en el que no cabía un obrero más.
Los detenidos fueron 79, y las diligencias fueron llevadas a cabo por el Juzgado de Instrucción de Estepa, con el juez Rafael Gómez Contreras y varios oficiales de la Guardia Civil; comenzando las declaraciones el día 11 de octubre, en el colegio femenino, habilitado como cárcel; y algunos detenidos fueron enviados a Sevilla.  El centro "La Amistad" fue registrado y se hallaron numerosos objetos y herramientas, consideradas como armas peligrosas, pero no se encontró ninguna arma corta, aunque sí dos casquillos de arma corta del calibre 7,65. También aparecieron 12 bastones de hierro, armas blancas (navajas y un puñal), varias hondas y además el fusil del cabo (con las cinco balas del cargador disparadas) y su machete. Posteriormente se decidió registrar el centro del Partido Republicano Radical, donde se encontraron tres revólveres Smith y numerosa munición. Los responsables de dichas armas no se encontraron, por lo que la directiva fue detenida y el conserje, acusado de encubridor, encarcelado. También se produjo la encarcelación del juez municipal, José Corrales Corrales, al que se le acusaba de que en la noche anterior decretó la libertad de un obrero, a quien se le requisó un arma de fuego sin licencia; además se le acusó de incitar a obreros y predicarles utopías revolucionarias. Finalmente fue puesto en libertad al comprobar que el obrero detenido fue excarcelado mediante certificado médico.
Por la tarde se presentan las principales autoridades, como el gobernador civil, Vicente Sol Sánchez, y los principales miembros de la Guardia Civil, como: el coronel José Delgado, el teniente coronel Benítez y el comandante de puesto del cuartel de Osuna, Juan Rodríguez. El coronel dispuso que el teniente del cuartel de Estepa, José Rodríguez Guillén, practicase las diligencias oportunas para que se aplicase la jurisdicción militar, puesto que según sus informes estaba clara la agresión a las fuerzas del orden. El Ministro de la Gobernación, Miguel Maura, a las 2:15 de la noche, al salir del Consejo de Ministros, da cuenta a los periodistas de “los sangrientos sucesos de Gilena”.

## Las interpretaciones
El gobernador civil, informado de primera mano por la Guardia Civil, se manifestó claramente en defensa de la actuación de la benemérita, afirmando que el cuerpo actuó “limitado a cumplir estrictamente su deber , garantizando la libertad de trabajo, y defendiendo el prestigio del Cuerpo ante la súbita e inexplicable agresión de la que había sido objeto por parte de los más excitados obreros”. Además únicamente presentó socorro económico a favor de la viuda e hijos del cabo de Aguadulce. También por su parte, llamó a la calma e intentó tranquilizar a la opinión pública, apuntando que los sucesos ocurrieron de manera fortuita, no premeditada y con carácter revolucionario.
Algunos periodistas y fotógrafos de Sevilla se aproximaron a Gilena e informar directamente. Las principales fuentes fueron las explicaciones del gobernador Civil y las declaraciones de vecinos. La noticia, en general, fue enfocada por periodistas de forma muy objetiva, como por ejemplo El Correo de Andalucía que tituló: “Matan a tiros a un cabo de la Guardia Civil en Gilena”.
Entre los periódicos más destacados nos encontramos El Liberal, que lo tituló “Los dramas del hambre en el campo andaluz”, desvinculándolo de cualquier organización ni conspiración, sólo se trataba de una consecuencia más de la grave crisis socioeconómica.
El periódico que cubrió mejor los sucesos fue el ABC, con un corresponsal en la zona. Con su carácter conservador, recordaba como en otros tiempos, con anteriores alcaldías, el ambiente no era tan crispado.
La Unión, también cubrió los hechos profundamente y su fuente directa fue el testimonio de algunos miembros del PRR, quienes manifestaba que sólo se trataba de un asunto local.
El apoyo a los obreros vino del grupo socialista. Se justificaba la reacción de los jornaleros, acusando a los patronos y su organización política, y criticando la actuación de la guardia Civil y del Gobernador. Así lo manifestó el diputado socialista, Fernández Egocheaga, en las Cortes españolas. Igualmente, la Federación Obrera de UGT, premió con contribuciones económicas a las familias de los cinco obreros, además de correr con los gastos de los abogados para el proceso judicial contra los sesenta y nueve detenidos.
La postura más equilibrada la tenemos dentro de Gilena, de parte de la comisión gestora del ayuntamiento, con el socorro económico a familiares de detenidos y la viuda del cabo muerto. También se hicieron manifestaciones de apoyo a la guardia Civil, y en concreto con recompensas para el cabo Daniel Santos Bermúdez, comandante de puesto de Gilena.

## La vuelta a la normalidad
Con la intención de recobrar rápidamente el pulso de la vida del pueblo, el gobernador civil adoptó algunas medidas de carácter laboral para intentar solucionar la situación de paro forzoso; como el cambio de representantes populares por personas con perfil más apropiado para alcanzar la tranquilidad necesaria. Primero se ordenó la distribución de seis obreros por cada cien fanegas de tierras, sin distinción de matiz político. Segundo, se elogió de nuevo a los representantes municipales y se mantuvo, igualmente, la proporción de los partidos elegidos en las elecciones municipales, aunque ahora será nombrado como Alcalde el representante de la minoría republicana, hombre de setenta y cinco años, el que ya había sido alcalde de Gilena entre 1899 a 1903; quedando así:
Presidente – Antonio Rivero Luna (PRR)
Vocal – Roberto Carvajal Pozo (PSOE)
Vocal – José Díaz Haro (PSOE)
El problema socioeconómico era mayor, y el paro se acentuaba en las familias de los encarcelados o de los que estaban pendientes del proceso. Los gestos de solidaridad de comisiones obreras de los pueblo de Aguadulce, Estepa y el Rubio, o de ayuntamientos como el de La Puebla de Cazalla con donaciones de 1.100 pesetas, dieron ligero alivio a la situación de las familias de Gilena.
Hasta el 30 de agosto de 1932 se mantuvo la Comisión Gestora al frente del Ayuntamiento. Un nuevo gobernador civil, José Calviño, destituye la Comisión Gestora y repuso a todos los concejales elegidos democráticamente el 31 de mayo de 1931; lo que supone el regreso de la mayoría socialista.
Paralelamente eran juzgados todos los procesados. Sólo fueron condenados algunos vecinos por actos de ofensa y agresión a las fuerzas del orden como:
Antonio Jurado Reina, 5 años de cárcel, acusado de sujetar el fusil de un Guardia, según su versión, para que no disparase a la multitud.
Lázaro Rodríguez, 4 años de cárcel, se le acusó de introducir el fusil del cabo dentro del local
Gregorio Reina Carvajal, 3 años de cárcel, uno de los implicados en el desarme del cabo asesinado.
El resto de detenidos fueron absueltos; y finalmente las condenas no fueron cumplidas íntegramente puesto que dos años más tarde fueron liberados gracias a la aplicación de las Leyes de Amnistía de abril de 1934, destinadas principalmente a beneficiar a los rebeldes de agosto de 1932.
Pasado un año, en el aniversario de “los sucesos”, los concejales deciden cambiar el nombre de algunas calles para recordar a los fallecidos, lo que tampoco estuvo fuera de polémica. El Alcalde sólo proponía cambiar el nombre de una calle por el de Calle 9 de octubre, en el lugar de los hechos, lo que era apoyado por los miembros del Partido Republicano Radical, y además se diese un socorro a las familias. Por otro lado, los socialistas propusieron poner el nombre de los vecinos muertos a las calles donde cada uno de ellos vivió. La votación por seis votos a favor y cinco en contra, se acordó cambiar el nombre de seis calles una de las cuales se llamaría 9 de octubre.
Dos años más tarde, a 9 de octubre de 1933 se organizan nuevos actos en recuerdo a los fallecidos. El gobernador civil, aprobó y declaró que una comisión de la Guardia Civil, con el jefe de línea, llevarían primero una corona de flores a la tumba del cabo fallecido, y que por la tarde, miembros socialistas llevarían coronas a las tumbas de los obreros fallecidos.

## Conclusiones
Las repercusión que tuvo no fue tan importante como la de otros sucesos, como por ejemplo los de Arnedo o Castilblanco, puesto que estos fueron posteriormente, en una situación de tensión mayor. Pero, a novel provincial, desde lo ocurrido en Gilena, el gobernador Civil, Vicente Sol, actuó de forma enérgica y contundente con respecto a nuevos conflictos que se producirían; así en el pueblo de El Saucejo, desconvocó una huelga general consiguiendo l forma de unas bases de trabajo entre patronos y obreros. Posteriormente conseguiría algo parecido en Carmona y Dos Hermanas.
Pero uno de los momentos más importantes fue, tras el 20 de marzo de 1936, cuando el Ministerio de Agricultura autorizaba a ocupar inmediatamente cualquier finca, por causa de utilidad pública; lo que fue bien recibida como una solución por los concejales de Gilena. Los requisitos que se debían de reunir eran, un censo de campesinos elevado en relación con el número de habitantes, la reducida extensión del término municipal en comparación con el censo de campesinos, y la gran concentración de la propiedad y predominio de cultivos extensivos, con lo que se pensaba que Gilena cumplía dichas características. Así, se establecieron en cara a la expropiación en concreto de la finca del cortijo “El Marqués”, pero aunque en mayo se vuelve a hacer la misma petición al Instituto de Reforma Agraria, el proceso de expropiación nunca se aplicó.
En cuanto a los culpables de los sucesos, la camaradería de los obreros protegió al autor del disparo que nunca se supo oficialmente. Los detenidos y condenados pese a que fueron condenados, las Leyes de Amnistía de 1934 los liberó, y mucho de ellos en adelante participarían activamente en la vida política municipal; el pueblo, pese a la represión siguió saliendo a la calle, convocando una nueva huelga en octubre de 1933, se recurrió de nuevo al papel moneda, pero de carácter transitorio, y el 14 de junio de 1933 termina sin incidentes una de las huelgas más importantes. 
Con respecto al desarrollo de los hecho, si se podrían haber evitado o quien tuvo la culpa, es muy difícil hacer hipótesis, pero si podemos concretar aspectos que favorecieron a los altercados, como el excesivo nerviosismo de los obreros y en especial de las mujeres, la actuación de la Guardia Civil disparando al aire primero y a bocajarro después, pero especialmente, la decisión equivocada del cabo de la benemérita de Aguadulce al conducir la cadena de detenidos por la calle donde se situaba el centro obrero, y no por una calle que directamente llegaba al cuartel de Gilena.

## Acta del Congreso de los Diputados, 20 de enero de 1932.
El Sr. PRESIDENTE: EL Sr. Fernández Egocheaga tiene la palabra.
El Sr. FERNÁNDEZ EGOCHEAGA: Como sabe el Sr. Ministro de la Gobernación, hace aproximadamente cuatro meses que se produjeron en el pueblo de Gilena, de la provincia de Sevilla, unos trágicos sucesos, como consecuencia de los cuales murieron el Comandante del puesto de la Guardia Civil de Aguadulce y cinco trabajadores. Se trata de unos sucesos que fatalmente tenían que ocurrir, debido, a mi juicio, a la falta de celo del comandante del puesto de la Guardia Civil de Gilena, que en diversas ocasiones había hecho público que estaba dispuesto a terminar con la organización obrera del pueblo, afecta a la Unión General de Trabajadores. Se creó, paralela a esta organización de la Unión General de Trabajadores, otra organización amarilla, patrocinada por la clase patronal, que, representada por los eternos caciques de aquel pueblo, obligaba a los obreros, para darles trabajo, aprovechando el angustioso momento de crisis que se atravesaba, a que se afiliasen a la nueva organización que apoyaban los caciques, negando terminantemente trabajo a los obreros afiliados a la Unión General.
Como Diputado por Sevilla, en unión de mis otros compañeros de diputación, visitamos en repetidas ocasiones al señor gobernador para denunciarle estos hechos y pedirle que interviniera cerca de aquella autoridad, a fin de que el trabajo se diera por igual para todos, por medición de la Bolsa de Trabajo Municipal, y no sólo no conseguimos esto, sino que, además, el comandante del puesto de la Guardia Civil de Gilena se puso en relación con fuerzas de pueblos limítrofes, y cuando los obreros de la Unión General se dirigían al campo en busca de aquellos otros que subrepticiamente habían obtenido trabajo, fueron detenidos a la salida del pueblo en número de cincuenta y cacheados, sin que se encontraran ni una sola arma ninguno de los trabajadores. Llegaron al tajo, a unos kilómetros de distancia de Gilena. Y allí se encontraron con la fuerza pública del pueblo de Aguadulce, que hizo con ellos la misma operación, es decir, los cacheó, y dos parejas de la Guardia Civil condujeron detenidos, en fila, a un pelotón de 60 o 70 trabajadores. Se cometió entonces la imprudencia de conducir a los obreros, no por la calle que directamente los llevaba a la cárcel -calle amplia para poder transitar por ella-, sino por una especia de callejón, precisamente donde está enclavado el Centro obrero. Esta calle fue la que se escogió para pasear a una gran parte de los asociados de dicho Centro, que eran los detenidos. Como tenía que ocurrir en casos como éste, al pasar los detenidos frente al Centro Obrero, numerosos grupos de mujeres protestaron enérgicamente de esta detención y se dirigieron a los demás trabajadores pidiéndoles que no permitieran, bajo ningún pretexto,. Que llevarán a la cárcel a estos individuos, y entonces, uno de los obreros, cuyo nombre seguramente no se conoce a estas horas, se abalanzó sobre el comandante del puesto de la Guardia Civil de Aguadulce y, con su propio fusil, hizo un disparo, matándole. En el mismo momento empezó a disparar la Guardia Civil de Gilena, que estaba estratégicamente colocada, como si esperara que llegase aquella ocasión u otra parecida, y produjo la muerte a cinco obreros, heridas a 40 o 50 trabajadores y llevó a cabo la detención de 80 individuos afiliados a nuestra organización. Yo tengo que aprovechar este momento para agradecer al Sr. Presidente del Consejo de Ministros y al Sr. Ministro de la Gobernación su intervención para que fueran liberados 75 de los 80 presos que se detuvieron entonces; pero, además de estas detenciones, se procedió a clausurar el Centro obrero y con él la casa y bar del conserje del mismo, que está en el entresuelo de la finca, y tanto el Centro como el establecimiento llevan clausurados cuatro meses. Yo he requerido al señor Gobernador civil de Sevilla en diversas ocasiones y me ha contestado que la apertura de este centro era una cosa inmediata. Esto hace tres meses, hace dos y hace uno, y, sin embargo, la Casa del Pueblo de Gilena sigue clausurada.
Yo no sé si el gobernador civil de Sevilla está dispuesto a abrir aquella Casa; me parece -y quiero aprovechar esta ocasión para decírselo al Sr. Ministro de Gobernación- que el gobernador civil de Sevilla no tiene, en esta clase de incidentes de carácter social, aquella discreción y aquella ecuanimidad que son indispensables cuando se está al frente de un Gobierno civil de la importancia del de Sevilla. Y digo esto por un hecho, nada más por un hecho, que es, a mí juicio, trascendental, y es el de que como a consecuencia de los sucesos de Gilena y como en una de las refriegas murió un guardia civil, el señor Gobernador civil abrió una suscripción a favor de la familia de aquel; en cambio no se preocupó ni poco ni mucho de los cinco obreros que también murieron en las calles de Gilena. (El señor Sediles: como tampoco se han preocupado ahora de los de Arnedo.) Y como no se ha preocupado de esta cuestión y como, además, se trata de un hecho, a mi juicio, insólito, quiero declarar aquí que creo los gobernadores civiles deben ser neutrales, absolutamente neutrales, en esta clase de contiendas . (un Sr. Diputado: Neutrales y de todos los partidos-Un Sr. Diputado: de ningún partido.) y si cae un Guardia Civil en una refriega no es necesario que se le homenajee, ni que muchísimo menos parta del señor Gobernador civil la iniciativa de una suscripción para premiar a la viuda y los huérfanos. Es un hecho muy lamentable que haya viuda y huérfanos, pero el Poder público está obligado a darles una pensión, a mantenerlos, a sostenerlos, a hacer por ellos todo lo que tenga por conveniente; pero de ninguna manera abrís suscripciones para aquellos que han muerto en el cumplimiento de su deber. 
En su consecuencia, yo ruego al Sr. Ministro de la Gobernación que haga todo lo que esté en su alcance para conseguir la apertura del Centro Obrero de Gilena y, desde luego, el bar que está enclavado en su planta baja, porque pertenece a un padre de familia que tiene 11 hijos y que tiene también derecho a vivir y sostener a los suyos.